# Baker Gurvitz Army
I Baker Gurvitz Army sono stati un gruppo hard rock inglese, fondato nel 1974 dall'ex batterista dei Cream Ginger Baker.

## Storia
Dopo lo scioglimento dei Ginger Baker's Air Force, l'ex membro dei Cream decise di unirsi a Paul e Adrian Gurvitz, un tempo bassista e chitarrista di The Gun e Three Man Army, e il debutto omonimo della nuova band uscì nel 1974 per l'etichetta Janus Records. Successivamente, il gruppo pubblico altri due album in studio, ma la morte del loro manager portò allo scioglimento nel 1976.
In seguito, Baker fu brevemente a capo di una band chiamata Energy e lavorò, fra gli altri, con gli Atomic Rooster e gli Hawkwind. Nel 2003 venne pubblicata una raccolta intitolata Flying In And Out Of Stardom, con la presenza di quattro nuovi brani dal vivo.

## Discografia

### Album in studio
- 1974 - Baker Gurvitz Army
- 1975 - Elysian Encounter
- 1976 - Hearts On Fire

### Live
- 1975 - Live In Derby '75
- 2005 - Live Live Live
- 2008 - Still Alive

### Raccolte
- 2003 - Flying In And Out Of Stardom

## Formazione
- Ginger Baker: batteria
- Adrian Gurvitz: chitarra, voce
- Paul Gurvitz: basso, cori
- Steve Parsons: voce
- Peter Lemer: tastiere